# Alianza Periférico
Alianza Periférico är en ort i Mexiko.   Den ligger i kommunen Cunduacán och delstaten Tabasco, i den sydöstra delen av landet, 600 km öster om huvudstaden Mexico City. Alianza Periférico ligger 16 meter över havet och antalet invånare är 222.
Terrängen runt Alianza Periférico är mycket platt. Runt Alianza Periférico är det ganska tätbefolkat, med 155 invånare per kvadratkilometer. Närmaste större samhälle är Cunduacán, 2,6 km sydost om Alianza Periférico. Trakten runt Alianza Periférico består till största delen av jordbruksmark.